# Чеченцы в Сирии
Чеченцы в Сирии — чеченская диаспора, сложившаяся в результате переселения чеченцев в Сирию в ходе двух массовых миграций.

## История
Первая волна переселения проходила в 1865 году. По данным А. П. Берже, в её результате в 1871 году на территории Сирии проживало 1200 чеченских семей. Однако впоследствии это число сильно сократилось из-за эпидемий тифа и малярии. Ныне в 6 населённых пунктах Сирии живёт примерно 2 тысячи чеченцев, являющихся потомками первой волны мигрантов.
За счёт новых чеченских переселенцев диаспора разрасталась. Основной прирост произошёл в 1912 году, когда состоялось особенно масштабное переселение. Вновь прибывшие были расселены в районе Голанских высот и в городе Эль-Кунейтра.
В 1967 году, в результате Шестидневной войны, население из этих районов было изгнано израильскими войсками; в числе лишившихся крова жителей были и чеченцы, населявшие к тому времени не менее 10 селений. Беженцы были вынуждены расселиться в крупных городах вроде Дамаска, где они постепенно ассимилировались и утратили родной язык. Несмотря на это, они продолжают осознавать себя чеченцами. Одним из представителей этой волны переселенцев был покойный учёный и поэт Даиб Ваппи.